# The Ladykillers (1955)
The Ladykillers (bra: Quinteto da Morte; prt: O Quinteto Era de Cordas) é um filme britânico de 1955, dos gêneros comédia policial e de suspense, dirigida por Alexander Mackendrick para os estúdios Ealing, que realizou uma série cinematográfica do gênero no pós-guerra.

## Elenco principal
- Alec Guinness...Professor Marcus
- Cecil Parker...Major Claude Courtney
- Herbert Lom...Louis Harvey
- Peter Sellers...Harry Robinson
- Danny Green...One-Round Lawson
- Jack Warner...superintendente da polícia
- Katie Johnson...Senhora Louisa Alexandra Wilberforce
- Philip Stainton...sargento da polícia

## Sinopse
O sinistro e cômico bandido "Professor" Marcus aluga alguns quartos na parte superior de um velho edifício no bairro de King's Cross em Londres. A proprietária é uma inocente e excêntrica viúva idosa chamada Louisa Wilberforce, que habita a parte de baixo do edifício com seus três papagaios.
O Professor convence a velhinha de que ele e seus quatro amigos são músicos amadores e querem os quartos para se reunirem e tocarem música clássica. Quando os amigos chegam ele os apresenta como "Major" Courtney, o senhor Harry Robinson (um trapaceiro), o Senhor Lawson ("One-Round" Lawson, ex-boxeador e lerdo de raciocínio) e o senhor Louis Harvey (um perigoso e desconfiado gângster).
Apesar das desconfianças dos homens, o professor Marcus segue com o plano e os bandidos roubam um carro-forte blindado. Colocam o dinheiro num enorme baú e o deixam na Estação de trem, como se fosse uma encomenda que chegou de outro lugar. O professor Marcus então pede à velhinha que retire o baú da Estação e ela o faz, passando sem suspeitas por todos os guardas que buscam os assaltantes. No entanto, as coisas começam a se complicar e quando a velhinha descobre sobre o roubo, que o quinteto são os ladrões e quer denunciá-los à polícia, os homens decidem matá-la: mas todos relutam e acabam discutindo entre si pois ninguém quer ser o assassino da inocente senhora Wilberforce.

## Prêmios e indicações
- Indicado ao Oscar por Melhor Roteiro Original (William Rose)[carece de fontes?]
- Indicado ao BAFTA como melhor filme[carece de fontes?]
- Venceu o BAFTA como melhor roteiro e melhor atriz (William Rose e Katie Johnson)[carece de fontes?]